# Floating Points
Sam Shepherd, (n. Mánchester, Reino Unido, 21 de mayo de 1986) más conocido como Floating Points, es un productor musical, Dj, y músico de género electrónica. Es el fundador del sello discográfico Pluto Records, cofundador de Eglo Records y líder del grupo musical Floating Points Ensemble.
Criado en Mánchester, Inglaterra, Shepherd estudió piano en la Escuela de música de Chetham antes de obtener un doctorado en neurociencia y epigenética en el University College de Londres. También trabajó como DJ en Plastic People, un club de Londres, a finales de la década de 2000.
A finales de 2008, Shepherd y Alexander Nut lanzaron el sello discográfico Eglo. Eglo Records ha lanzado música de Floating Points, Fatima, Funkineven, Steve Spacek, Dego & Kaidi, Shafiq Husayn, K15, Mizz Beats, Natalie Slade, Destiny71z, Shy One, Henry Wu, Chunky, entre otros.
En 2010, Shepherd actuó con una versión en vivo de 16 miembros de Floating Points, llamada Floating Points Ensemble. El grupo ganó un premio a la "Mejor Sesión Maida Vale de BBC Radio 1".
En 2015, Shepherd fundó Pluto Records. A través del sello lanzó proyectos como Eleania, Kuiper, Crush y Reflections: Mojave Desert.
Las influencias musicales de Shepherd incluyen a Claude Debussy, Olivier Messiaen y Bill Evans. Comenzó a publicar trabajos bajo el seudónimo Floating Points en 2008 y, en 2017, realizó una gira con The xx.
También ha hecho remixes para músicos como Thundercat, Caribou, Basement Jaxx, Skepta y Headie One.

## Discografía
- 2015: Elaenia
- 2019: Crush
- 2021: Promises